# Ugerevy 1935/03
|  | Denne artikel er oprettet af botten Steenthbot ud fra en ekstern database. Den kan derfor have sproglige fejl eller mangler. Denne skabelon kan fjernes efter kontrol af indholdet. |

Ugerevy 1935/03 er en dansk ugerevy fra 1935.

## Handling
1. Drenge undervises i husgerning.

2. Aalborg: Tysk motorskonnert stødt ind i den nye Limfjordsbro.

3. København: Indvielse af Ingeniørforeningens nye hus i Vester Farimagsgade med Kong Christian X, statsminister Stauning, minister Borgbjerg, ingeniør Knud Højgaard, direktør Børresen, Bramsnæs, general Wieth, Knutzon, B. Dessau, borgmestrene P.J. Pedersen og Godskensen og præsident Bülov.

4. København: Hockeylandskamp mellem Danmark og Tyskland, resultat 0-6.

5. Korsør: Motorrodeo.

6. Købehavn: Internationalt svømmestævne i Københavns Svømmehal.
7. Næstved: Udgravningsarbejde til ny kanal ved Karrebæksminde.